# 睡眠負債
睡眠負債（すいみんふさい、英: Sleep debt）は、William C. Dement 教授（スタンフォード大学）により提唱された言葉で、日々の睡眠不足が借金のように積み重なり、心身に悪影響を及ぼすおそれのある状態である。
わずかな睡眠不足が積み重なり「債務超過」の状態に陥ると、生活や仕事の質が低下するだけでなく、うつ病、がん、認知症などの疾病に繋がるおそれがあるとされる。
日本人のおよそ4割は睡眠時間が6時間未満で、睡眠不足の状態にある。しかしこれを自覚できていないケースもあり、睡眠不足が蓄積していってしまう。
2003年にペンシルベニア大学が行った研究によれば、6時間睡眠を2週間続けた被験者グループの脳の働きは、2晩徹夜したグループと同程度まで低下している。

## 負債の返済
睡眠負債のリスクを取り除く根本的な方法は、不足している睡眠時間を増やすことである。ただし週末などに「寝だめ」をするのは、日常の生活リズムを崩すことになり、逆効果となる場合がある。早稲田大学研究戦略センターの枝川義邦は、寝だめにより生活リズムが崩れることで、「ブルーマンデー」に繋がるおそれがあると指摘する。
2013年にペンシルベニア州立大学の研究者らが30人の被験者に行った13泊の睡眠実験では、寝だめなど短期間の長時間睡眠では、眠気が解消されることはあるが、注意力や集中力の回復は期待できないことが示されている。
また、睡眠の先行投資としての仮眠、日中に15分程度の昼寝をすること、メラトニン分泌のために朝の日光を浴びること、夜間のブルーライトを避けることなども有効とされる。

## 睡眠のリン酸化仮説
理化学研究所・東京大学の上田泰己らは、CaMKIIαとCaMKIIβが睡眠促進リン酸化酵素であることを初めて同定し、睡眠のリン酸化仮説を提唱した。